# Lissevelden
De Lissevelden (Engels: Gladden Fields) vormen een fictief landschap in het legendarium van schrijver J.R.R. Tolkien.

## In de Ban van de Ring
In Tolkiens beroemdste boek In de Ban van de Ring wordt enkele keren verwezen naar de Lissevelden, vooral tijdens de Raad van Elrond in Boek Twee (deel 1, De reisgenoten). Gandalf vertelt hier het verhaal van de Ene Ring. Isildur, Koning van Arnor en Gondor, werd onderweg naar Arnor overvallen door Orks en gedood. Zijn ring, de Ene Ring (die hij van Sauron zelf aan het einde van de Tweede Era had afgepakt), raakte zoek in de Lissevelden. Dit wordt de "Ramp van de Lissevelden" genoemd. Later vond Déagol, een vriend van Smeagol/Gollem hier de Ring terug. Gollem vermoordde Déagol en pakte de Ring. Dit alles heeft betrekking op het begin van de Derde Era.

## Nagelaten vertellingen
In de Nagelaten vertellingen wordt de Ramp van de Lissevelden door Tolkien beschreven. Het is het enige duidelijke stuk over Isildurs dood en zijn verlies van de Ene Ring. Het stuk heet heel toepasselijk "The Disaster of the Gladden Fields".

## Ligging
De Lissevelden liggen aan de monding van de rivier de Ninglor (Nederlands: Lis, Engels: Gladden). In de Nederlandse vertalingen staat daarom op de kaart van Midden-aarde "Lisvelden". De rivier de Lis mondt uit in de Anduin, de Grote Rivier van Midden-aarde. De Lissevelden liggen in het dal dat zich aan de mond van de Lis bevindt.

## Verfilming
In de verfilming van In de Ban van de Ring door Peter Jackson worden zowel de dood van Isildur als de vondst van Déagol en Smeagol/Gollem getoond. Dit is namelijk vrij essentieel voor het verhaal, maar het wordt niet erg goed uitgediept. Duidelijk is niet dat Sauron dacht dat de Ring voorgoed kwijt was, er wordt alleen gezegd dat zo'n beetje iedereen de Ring vergat. Dit klopt niet met Tolkiens verhalen; Saruman was op een gegeven moment vrij goed op de hoogte van het verhaal. Ook Gandalf werd er later mee vertrouwd.
In de verfilming worden de Lissevelden ofwel als een donkere poel (tijdens de dood van Isildur) of als een lieflijk meer met veel bloemen en groen gras afgebeeld (tijdens de vondst door Déagol en Smeagol/Gollem 2461 jaar later).